# Donacoscaptes validus
Donacoscaptes validus là một loài bướm đêm trong họ Crambidae.